# 우나 채플린
우나 채플린(영어: Oona Chaplin, 1986년 6월 4일 ~ )은 스페인의 배우이다.

## 출연 작품

### 영화
- 007 퀀텀 오브 솔러스 (2008)
- Imago Mortis (2009)
- Pelican Blood (2010)
- Salar (2011) - 단편
- 왓 이프 (2013)
- Powder Room (2013)
- 하늘 높이 (2014, Aloft)
- 롱기스트 라이드 (2015)
- 리얼라이브 (2016, Realive)
- Tierra firme (2017)
- My Dinner with Hervé (2018)
- 아바타 3 (2024) - 바랑 역
- 아바타 4 (2029)

### 텔레비전
- 디 아워 (2011-12)
- 왕좌의 게임 (2012-13)
- The Crimson Field (2014)
- 타부 (2017)